# Есенин (телесериал)
«Есенин» — российский многосерийный художественный телефильм 2005 года, излагающий конспирологическую версию смерти великого русского поэта Сергея Есенина. Фильм снят режиссёром Игорем Зайцевым по мотивам произведения Виталия Безрукова «Сергей Есенин», главную роль сыграл его сын Сергей Безруков.

## Сюжет
В сериале две сюжетные линии. Одна проходит в 80-е годы XX века. Следователь МУРа подполковник Александр Хлыстов (прототип — Эдуард Хлысталов) получает по почте посмертную фотографию Сергея Александровича Есенина. Дело он должен вести по закону — оформить, зарегистрировать послание. Однако подполковник поступает иначе — он начинает своё собственное расследование. Хлыстов находит материалы, связанные с жизнью Есенина, а также разыскивает непосредственных свидетелей, которые лично знали поэта. Чем дальше заходит следствие, тем больше доказательств в пользу убийства Есенина по заговору Советского правительства. Хлыстов даже хочет настаивать на эксгумации, однако оказывается, что это невозможно: для укрепления памятника Есенину на его могиле фундамент был забетонирован. И вот, когда остаётся совсем чуть-чуть, чтобы доказать убийство Есенина, неожиданно гибнет главный свидетель. В этот же день погибает и сам Хлыстов в автокатастрофе. Следствие остаётся неоконченным.
Вторая сюжетная линия рассказывает о жизни Есенина от момента его службы в армии до похорон. В фильме показаны основные и наиболее яркие моменты жизни поэта: служба в армии, приезд в Петроград, становление как поэта, общение с высшими лицами России, путешествия по стране и миру, жизнь с Айседорой Дункан. Особо выделяются последние годы и дни поэта. В мельчайших подробностях показан последний день жизни Есенина. Во фрагменте похорон поэта рассказывается о дальнейшей судьбе тех, с кем непосредственно был связан Сергей Александрович.

## В ролях
- Сергей Безруков — Сергей Александрович Есенин, русский поэт
- Александр Михайлов — Александр Евгеньевич Хлыстов, подполковник милиции, следователь Московского уголовного розыска (МУРа) (прототип — Эдуард Александрович Хлысталов)
- Олег Табаков — Алексей Михайлович Симагин, генерал КГБ
- Дмитрий Щербина — Анатолий Борисович Мариенгоф, русский поэт-имажинист, друг Сергея Есенина
- Александр Робак — Иван Приблудный, русский советский поэт
- Павел Деревянко — Алексей Алексеевич Ганин, русский поэт и прозаик, близкий друг Сергея Есенина
- Шон Янг — Айседора Дункан, американская танцовщица-новатор, третья жена Сергея Есенина
- Гэри Бьюзи — Парис Зингер, бывший муж Айседоры Дункан
- Христина Попандопуло — Лола Кинел, переводчица
- Юлия Пересильд — Екатерина Александровна Есенина, сестра Сергея Есенина
- Денис Никифоров — Александр (Сандро) Борисович Кусиков, русский поэт-имажинист
- Максим Лагашкин — Алексей Елисеевич Кручёных, русский поэт-футурист, художник, издатель, коллекционер
- Ксения Раппопорт — Галина Артуровна Бениславская, друг и литературный секретарь Сергея Есенина
- Марина Зудина — Зинаида Николаевна Райх, театральная актриса, вторая жена Сергея Есенина
- Алексей Шевченков — Александр Игнатьевич Тарасов-Родионов, русский советский писатель
- Евгений Коряковский — Борис Леонидович Пастернак, русский поэт, писатель и переводчик
- Андрей Руденский — Александр Александрович Блок, русский поэт
- Анна Снаткина — Великая княжна Татьяна Николаевна
- Алексей Гришин — Осип Эмильевич Мандельштам
- Ирина Безрукова — Лидия Ивановна Кашина
- Авангард Леонтьев — Анатолий Васильевич Луначарский
- Гоша Куценко — Яков Григорьевич Блюмкин
- Константин Хабенский — Лев Давидович Троцкий
- Александр Мезенцев — Феликс Эдмундович Дзержинский
- Александр Мохов — Михаил Васильевич Фрунзе
- Андрей Краско —  Иосиф Виссарионович Сталин
- Олег Комаров — Григорий Евсеевич Зиновьев
- Роман Мадянов —  Сергей Миронович Киров, русский революционер, советский государственный и политический деятель
- Мария Голубкина — Софья Андреевна Толстая-Есенина, внучка Льва Толстого, последняя жена и вдова Сергея Есенина
- Татьяна Лютаева — Ольга Константиновна Дитерихс-Толстая, первая жена Андрея Львовича Толстого, мать Софьи Толстой
- Екатерина Гусева — Августа Леонидовна Миклашевская
- Екатерина Унтилова — императрица Александра Фёдоровна
- Евгений Дятлов — Владимир Владимирович Маяковский, русский советский поэт
- Пётр Меркурьев — Всеволод Эмильевич Мейерхольд, русский театральный режиссёр, актёр и педагог
- Олег Лопухов — Василий Фёдорович Наседкин, русский советский поэт
- Владимир Горянский — Николай Алексеевич Клюев, русский поэт
- Даниил Спиваковский — А. Ветлугин, русский писатель, публицист и журналист
- Андрей Леонов — Александр Сахаров
- Ольга Красько — Елена Дмитриевна, работница архива
- Николай Олялин — Григорий Михайлович Самохин, бывший сотрудник ГПУ
- Юрий Шерстнёв — Михайлович, патологоанатом
- Валентина Теличкина — Татьяна Фёдоровна Титова, мать Сергея Есенина
- Виталий Безруков — Александр Никитич Есенин, отец Сергея Есенина
- Ирина Апексимова — Анна Абрамовна Берзинь, писатель, подруга Сергея Есенина
- Александр Тютин — Симагин
- Анатолий Гущин — Илья Есенин, двоюродный брат Сергея Есенина
- Сергей Перелыгин — Алёшин
- Сергей Астахов — Шнейдер
- Алексей Маклаков — Пётр Иванович Чагин, советский журналист, партийный и издательский работник, друг Сергея Есенина
- Никита Тарасов — Сергей Митрофанович Городецкий, русский советский поэт, переводчик и педагог
- Сергей Курышев — Григорий Ефимович Распутин
- Олег Мазуров — Якулов (нет в титрах)
- Михаил Крылов — Вольф Иосифович Эрлих, русский советский поэт и переводчик
- Денис Зуев — офицер ГПУ, писарь
- Сергей Сазонтьев — батюшка (11 серия)
- Пелагея — соседская дочка в селе

## Критика
Вполне возможно, что для той части молодёжи, которая ничего раньше о жизни Сергея Есенина не читала и вообще только впервые узнала о нём из этого сериала, созданный Безруковым образ этакого простовато-наивного хохотуна и балагура, веселящего девиц пением похабных стихов под гармошку, покажется вполне симпатичным, и, как пишут газеты, он даже сумеет этим «приобщить её к поэзии» (что само по себе очень неплохо, хотя переполняющие фильм сцены есенинского пьянства могут эту молодёжь с таким же успехом от поэзии и отвратить), но меня всё время не покидает ощущение какой-то лёгкой клоунады, как будто мне показывают не трагичнейшего поэта России, а научившегося писать стихи Шуру Балаганова.— «Литературная газета» от 23 ноября 2005 года, статья Н. Переяслова

У каждого поэта в жизни бывают минуты, когда «меж детей ничтожных мира быть может всех ничтожней он». До тех пор, когда «Божественный глагол до слуха чуткого коснётся»… Ни единого отзвука Божественного глагола не слышно в показанном нам кинофильме. И если на то пошло, не одними страстями жил Есенин и страсти его были крупными, а не мелкими и мелочными, которыми обуреваем безруковский персонаж. Боль поэта за Россию никогда не выливалась в истерику, и отношения с властью предержащей строились на чувстве абсолютной самодостаточности и собственного достоинства. В словах Есенина «сын ваш в России самый лучший поэт» содержалась констатация неоспоримого факта, а не уязвлённое самолюбие графомана, что весьма ощутимо в демонстрируемом нам «кино-Серёже»… Исторических нелепостей в фильме с перебором – начиная с чтения Есениным стихов в Царском Селе. Пирожные в виде яиц Фаберже на столе – это из области представлений нынешних новых русских о тогдашней красивой жизни…— «Литературная газета» от 30 ноября 2005 года, статья С. Куняева